# Região Econômica Volgo-Viatski
A Região Econômica Volgo-Viatski (russo: Во́лго-Вя́тский экономи́ческий райо́н, tr.: Volgo-Vyatsky ekonomicheski raion) é uma das doze Regiões Econômicas da Rússia.

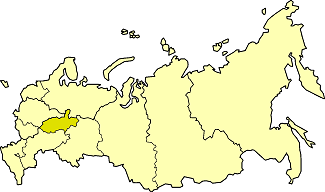
A Rússia e a Região Econômica Volgo-Viatski

Tem uma superficie de 265.400 km², com uma população de 8.480.000 habitantes (densidade de 32 hab/km²), dos quais 70% é de população urbana. O clima é próprio das zonas com florestas de árvores caducifólias e coníferas.
As cidades mais importantes são Níjni Novgorod, Kirov, Cheboksary, Saransk e Yoshkar-Ola. 

A base da economia transita ao redor da indústria da engenharia, a indústria automobilística, a produção de barcos, a indústria aeronáutica, a eletrônica e a de fabricação de ferramentas. 

## Composição
1. República da Chuváchia
2. República de Mari-El
3. República da Mordóvia
4. Oblast de Kirov
5. Oblast de Níjni Novgorod

## Indicadores socieconômicos
O impacto da campanha de privatização em Níjni Novgorod, a maior cidade da Região, resultou em que o número de trabalhadores em empresas ex-estatais é a metade da média nacional e a proporção de trabalhadores em empresas estatais está um terço abaixo da média. O número de trabalhadores que sentem seu trabalho como seguro e têm seus salários pagos integralmente está na média nacional.